# Macaranga cordifolia
Macaranga cordifolia är en törelväxtart som först beskrevs av William Roxburgh, och fick sitt nu gällande namn av Johannes Müller Argoviensis. Macaranga cordifolia ingår i släktet Macaranga och familjen törelväxter.
Artens utbredningsområde är Moluckerna. Inga underarter finns listade i Catalogue of Life.